# Athlītikī Enōsis Kōnstantinoupoleōs (pallacanestro)
L'AEK (gr. Αθλητική Ένωσις Κωνσταντινουπόλεως - Athlitiki Enosis Konstantinoupoleos) è una società di pallacanestro greca con sede ad Atene. È una sezione della polisportiva AEK Atene.

## Storia
Insieme al Panathinaikos e all'Aris, l'AEK è una delle sole tre squadre greche ad aver sempre preso parte alla massima divisione greca, sin dalla nascita della competizione, avvenuta nel 1963.
Retrocessa in A2 per l'unica volta al termine della stagione 2010/2011 dopo aver vinto solo 8 partite su 26 in stagione.
È stata inoltre la prima squadra greca a qualificarsi per una Final Four della Coppa dei Campioni (ora Eurolega). Accadde nel 1966: la Final Four si tenne a Bologna. Due anni dopo, nel 1968, l'AEK divenne anche il primo team ellenico a vincere un titolo europeo. Il 4 aprile di quell'anno i giallo-neri sconfissero i cecoslovacchi dell'USK Praga per 89-82, davanti a ben 80.000 spettatori, e si portarono a casa la Coppa delle Coppe.
Negli anni sessanta l'AEK dominò anche in patria, vincendo il campionato greco nel 1963, nel 1964, nel 1965, nel 1966 (quattro vittorie consecutive), nel 1968 e nel 1970. Nei tre decenni dopo, però, il club conquistò soltanto un trofeo, la Coppa di Grecia del 1981.
Il ritorno alle vittorie è avvenuto nel XXI secolo, con le vittorie nella Coppa di Grecia del 2000 e in quella del 2001. Nel 2002 la squadra è tornata a vincere, dopo ben 32 anni, il campionato nazionale, non senza sofferenza: sotto per 2-0 nella serie contro l'Olympiakos, sono riusciti a rimontare e a vincere per 3-2.
Solo sul finire degli anni novanta si è avuto un grande ritorno della squadra ateniese sulla scena europea. Nel 1998 l'AEK ha raggiunto le Final Four di Eurolega, battendo in semifinale la Benetton Treviso per 67-66, ma perdendo in finale per 44-58 contro la Virtus Bologna.
Nel 2000 è arrivato il secondo trofeo internazionale, un'altra Coppa Saporta, conquistata con una rivincita sulla Virtus Bologna, per 83-76. Nel 2001 l'AEK ha raggiunto nuovamente le semifinali di Eurolega, perdendo però per 3-0 nelle serie di semifinale contro il TAU Cerámica per 0-3.

## Stemma
Lo stemma dell'AEK raffigura un'aquila bicipite (gr. Δικέφαλος Αετός - Dikefalos Aetos) nera su sfondo giallo, con la sigla "A.E.K" e, in piccolo, la dicitura "B.C.". L'aquila con due teste era il simbolo di Costantinopoli (attuale Istanbul), la città ottomana dalla quale provenivano molti dei fondatori del club, che si erano dovuti rifugiare in Grecia in seguito alla guerra greco-turca del 1919-1922.

## Roster 2021-2022
Aggiornato al 20 dicembre 2021.
| Athlītikī Enōsis Kōnstantinoupoleōs 2020-2021 | Athlītikī Enōsis Kōnstantinoupoleōs 2020-2021 |
| Giocatori                                     | Staff tecnico                                 |
| --------------------------------------------- | --------------------------------------------- |

| N. | Naz.                                            | Ruolo | Nome                  | Anno | Alt.   | Peso   |  |
| -- | ----------------------------------------------- | ----- | --------------------- | ---- | ------ | ------ |  |
| 1  | Andorra (bandiera) · Spagna (bandiera)          | P     | Quino Colom           | 1988 | 188 cm | 88 kg  |  |
| 2  | Grecia (bandiera)                               | P     | Kōstas Saxionīs       | 2003 | 194 cm | 92 kg  |  |
| 3  | Grecia (bandiera)                               | C     | Giōrgos Mpogrīs       | 1989 | 210 cm | 109 kg |  |
| 7  | Grecia (bandiera)                               | P     | Dīmītrīs Fliōnīs      | 1997 | 190 cm | 84 kg  |  |
| 9  | Grecia (bandiera)                               | GA    | Andreas Petropoulos   | 1994 | 196 cm | 100 kg |  |
| 11 | Colombia (bandiera)                             | G     | Braian Angola         | 1994 | 198 cm | 88 kg  |  |
| 12 | Grecia (bandiera)                               | AG    | Panagiōtīs Filippakos | 1994 | 202 cm | 102 kg |  |
| 15 | Grecia (bandiera)                               | G     | Nikos Pappas          | 1990 | 195 cm | 100 kg |  |
| 17 | Stati Uniti (bandiera)                          | A     | Eric Griffin          | 1990 | 203 cm | 93 kg  |  |
| 19 | Grecia (bandiera)                               | P     | Michalīs Karlīs       | 2003 | 187 cm | 85 kg  |  |
| 22 | Grecia (bandiera)                               | C     | Dīmītrīs Mauroeidīs   | 1985 | 212 cm | 120 kg |  |
| 34 | Stati Uniti (bandiera) · Azerbaigian (bandiera) | AG    | Ian Hummer            | 1990 | 201 cm | 102 kg |  |

| Allenatore |
| - Curro Segura |
| Assistente/i |
| - Giōrgos Līmniatīs - Dīmītrīs Menoudakos - Savvas Symeonidis Legenda - (C) Capitano - (IN) Inattivo - Infortunato Roster |

## Cestisti
- Kōstas Charisīs 2007-2008
- Lavelle Felton 2006-2007

## Palmarès
Competizioni nazionali
- Campionato greco: 8

1957-1958, 1962-1963, 1963-1964, 1964-1965, 1965-1966, 1967-1968, 1969-1970, 2001-2002
- Coppa di Grecia: 5

1981, 1999-2000, 2000-2001, 2017-2018, 2019-2020
- A2 Basket League: 1

2013-2014
Competizioni internazionali
- Coppa Intercontinentale: 1

2019
- Coppa delle Coppe: 2

1967-1968, 1999-2000
- Basketball Champions League: 1

2017-2018

## Finali disputate
Competizioni nazionali
- Coppa di Grecia

1976, 1978, 1980, 1988, 1992, 1998, 1999.
Competizioni europee
- Coppa dei Campioni

1998 Vs. Virtus Bologna
- Basketball Champions League

2020 Vs. San Pablo Burgos